# Milecastle 60
Milecastle 60 (High Strand) byl jeden z celé řady tzv. mílových hradů neboli pevnůstek postavených v rozestupech přibližně jedné římské míle na Hadriánově valu. 
 

## Základní informace

### Poloha pevnosti
Pevnost Milecastle 60 se pravděpodobně nacházela asi 450 metrů na severovýchod od Bleatarn Farm na území obce Irthington. Její přesná poloha není jistá. Předpokládá se, že mohla ležet na místě zvaném High Strand, zhruba uprostřed mezi Oldwallem a Bleatarn Farm.

### Vojenská silnice
Kudy v těchto místech vedla římská vojenská silnice (Military Way), která spojovala val, pevnosti a strážní věže, dosud nebylo zjištěno.

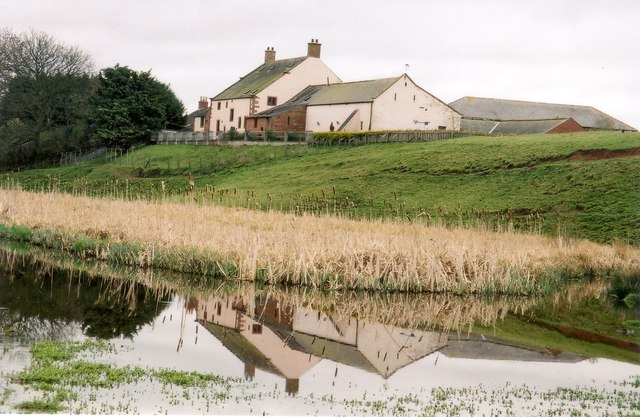
Pohled na Bleatarn Farm přes Bleatarn

### Oltář Cocidiovi
V roce 1851 byl na tomto místě (jen pět římských mil od oltáře téhož božstva, oblíbeného na západní straně valu) při orbě objeven oltář zasvěcený Cocidiovi, který vybudovala Legio VI Victrix. O nálezech oltářů zde i v jiných pevnostech píše Breeze (viz ). 
Žádné vykopávky v Milecastle 60 dosud neproběhly. 

## Přidružené strážní věže
Ke každé mílové pevnosti Hadriánova valu patřily dvě strážní věže. Byly umístěny přibližně v jedné třetině a dvou třetinách římské míle na západ od mílové pevnosti a pravděpodobně v nich sloužila část vojáků právě z její posádky. 
Věže spojené s pevností Milecastle 60 nesou označení Věž 60A a Věž 60B (Turret 60A, Turret 60B). Žádnou ze strážních věží mezi mílovými pevnostmi 59 a 72 před rokem 1961 nikdo nehledal ani identifikoval a přesná poloha jejích strážních věží nebyla doposud zjištěna.